# Classe Gorya
La classe Gorya (projet 1260) est une classe de chasseur de mines d'origine soviétique. Ils sont conçus pour la navigation en haute-mer. Il embarque deux submersibles robotisés et peut lutter contre des mines situées jusqu'à 1 000m de fond. 

## navire
Une vingtaine de navire étaient prévus mais seulement deux ont été construits en raison de la chute de l'URSS.
| Nom                                 | indicatif | Sur Cale          | Lancement      | Mise en service  | Flotte                 | Satue |
| ----------------------------------- | --------- | ----------------- | -------------- | ---------------- | ---------------------- | ----- |
| Anatoly Zheleznyakov (ex-811)       | 901       | 2 février 1985    | 7 juillet 1986 | 30 décembre 1988 | Flotte de la mer Noire | Acitf |
| Vladimir Gumanenko (ex-812, ex-762) | 811       | 15 septembre 1985 | 4 mars 1991    | 9 janvier 1994   | Flotte du Nord         | Actif |